# Callás (España)
Callás es una aldea española situada en la parroquia de Reimóndez, del municipio de Sarria, en la provincia de Lugo, Galicia.

## Demografía
| Gráfica de evolución demográfica de Callás entre 2000 y 2021 |
|                                                              |
| Datos según el nomenclátor publicado por el INE.             |